# Louis Paul Boonprijs
De Louis Paul Boonprijs is een jaarlijkse Belgische kunstprijs die sedert 1971 wordt uitgereikt door Honest Arts Movement (HAM). Aan de prijs is geen geldbedrag verbonden, maar wel een oorkonde en een grote ham. De prijs wordt uitgereikt aan een kunstenaar die uitblinkt in maatschappelijke betrokkenheid en die zijn binding met de mens centraal stelt, net zoals dat het geval was bij de Aalsterse Louis Paul Boon, naar wie de prijs werd vernoemd. Voor zijn dood in 1979 werd de prijs nog de HAM-prijs genoemd.

## Laureaten
- 1971: Willem M. Roggeman, dichter, journalist
- 1972: Paul de Wispelaere, schrijver
- 1973: Octave Landuyt, schilder
- 1974: Jan Burssens, schilder
- 1975: Paul Koeck, schrijver
- 1976: Freek Neirynck, schrijver, theaterregisseur, journalist, acteur
- 1977: Romain Deconinck, theatermaker, acteur
- 1978: Kamagurka, cartoonist, performer, beeldend kunstenaar
- 1979: GAL, cartoonist
- 1980: Stefaan Van den Bremt, dichter, essayist
- 1982: Godfried-Willem Raes, componist, muzikant
- 1983: Robbe De Hert, cineast
- 1984: Godfried Vervisch, schilder, graficus
- 1985: Poëziecentrum Gent, uitgeverij
- 1986: Camiel Van Breedam, plastisch kunstenaar
- 1987: Jan Decleir, acteur in film en theater, beeldend kunstenaar
- 1989: Carl De Keyzer, Magnum fotograaf
- 1991: Paul Van Gysegem, schilder, graficus, plastisch kunstenaar
- 1992: Roel Richelieu Van Londersele, schrijver, dichter
- 1994: Liliane Vertessen, plastisch kunstenares
- 1995: Pjeroo Roobjee, schrijver, schilder, plastisch kunstenaar
- 1996: Nora Melara Lopez, mensenrechtenactiviste, Amnesty International
- 1997: Marcel van Maele, dichter, beeldend kunstenaar
- 1998: Arne Sierens, theatermaker
- 1999: Jeroen Van Herzeele, jazzmuzikant
- 2000: Mong Rosseel, theatermaker, performer, muzikant
- 2001: Dick Van der Harst, componist, muzikant
- 2002: Lieven Debrauwer, cineast, performer
- 2003: Rik Vermeersch, schilder, plastisch kunstenaar
- 2004: Fred Bervoets, schilder, plastisch kunstenaar
- 2005: Chokri Ben Chikha, theatermaker, acteur
- 2006: Geertrui Daem, schrijfster
- 2007: Francky Cane, graficus, plastisch kunstenaar
- 2008: Philippe de Chaffoy, componist, muzikant
- 2009: Stephan Vanfleteren, fotograaf
- 2010: Frank Liefooghe, beeldend kunstenaar, performer
- 2011: Reinhilde Decleir, tv- en theateractrice, regisseur
- 2012: Pol Hoste, auteur
- 2017: Adil El Arbi en Bilall Fallah, filmregisseurs
- 2018: Jan De Wilde, muzikant, zanger, componist
- 2019: Peter Holvoet-Hanssen, troubadour, dichter, schrijver
- 2020: Carmen De Vos, fotografe
- 2023: Delphine Lecompte, dichter, schrijver